# Aeropuerto de Londrina
Aeropuerto de Londrina (IATA: LDB, OACI: SBLO) es el aeropuerto que sirve Londrina, Brasil. Está nombrado en nombre de José Richa (1934–2003), Alcalde anterior de Londrina y Gobernador de Paraná.
Está operado por CCR.

## Historia
El aeropuerto estuvo encargado en 1936 pero sólo en 1956 la pista estuvo pavimentada. En 1958 una terminal nueva, un proyecto por Remo Veronesi, estuvo abierto, y en 2000 se ha extensamente renovado y ampliado.
Anteriormente operado por Infraero, el 7 de abril de 2021 CCR ganó una concesión de 30 años para operar el aeropuerto.

## Aerolíneas y destinos
| Aerolíneas              | Destinos                                   |
| ----------------------- | ------------------------------------------ |
| Azul Brazilian Airlines | Campinas, Curitiba Seasonal: Florianópolis |
| Gol Linhas Aéreas       | São Paulo–Guarulhos                        |
| LATAM Brasil            | São Paulo–Congonhas                        |

## Accidentes e incidentes
- 13 de diciembre de 1950: un VASP Douglas C-47Un-90-DL PP de inscripción-SPT mientras en inicial subir de Londrina poder de motor perdido, fuego chocado y cogido. Había 3 tierra fatalities.[2]
- 14 de septiembre de 1969: un VASP Douglas C-47B-45-DK PP de inscripción-SPP vuelo operativo 555 sacó de Londrina a São Paulo-Congonhas pero debido a un feathered hélice, tuvo que regresar al origen. Mientras encima aproximación para aterrizar, la aeronave hizo una vuelta izquierda aguda y chocó. Todo 20 pasajeros y la tripulación murieron.[3][4]

## Estadística
Ver fuente y consulta Wikidata.